# Cori rosso
Il Cori rosso è un vino DOC la cui produzione è consentita nella provincia di Latina.

## Caratteristiche organolettiche
- colore: rosso rubino.
- odore: vinoso, gradevole, caratteristico, persistente.
- sapore: secco, morbido, vellutato, fresco.

## Produzione
Provincia, stagione, volume in ettolitri
- Latina  (1990/91)  517,3
- Latina  (1991/92)  207,9
- Latina  (1992/93)  266,7
- Latina  (1993/94)  233,1
- Latina  (1994/95)  914,1
- Latina  (1995/96)  183,4
- Latina  (1996/97)  1216,67